# Joaquim Maria Sanromà i Creus
Joaquim Maria Sanromà i Creus (Barcelona, 13 de setembre de 1828 - Madrid, 7 de gener de 1895) fou un economista català, diputat a les Corts Espanyoles durant el sexenni democràtic i membre de la Reial Acadèmia de Ciències Morals i Polítiques

## Biografia
Es llicencià en dret a la Universitat de Barcelona, però el 1853 es va establir a Madrid, on adoptà la ideologia liberal i el lliurecanvisme en economia, influït per Fréderic Bastiat. Entre 1854 i 1858 va obtenir la càtedra d'economia política i dret administratiu a la Universitat de Santiago de Compostel·la aplicant el sistema d'ensenyament que després adoptaria el krausisme, cosa que li provocà alguns enfrontaments amb les autoritats eclesiàstiques. Després fou catedràtic de comerç a l'Escuela Superior de Comercio de Madrid i catedràtic de dret marítim i història mercantil de la Universitat de Madrid.
Era bon amic de Laureà Figuerola, i quan aquest va ser nomenat ministre d'Hisenda el 1868 el va nomenar sotssecretari personal, participant en la reforma aranzelària que provocà la repulsa dels industrials catalans. Favorable a l'abolició de l'esclavatge, fou vocal de la Junta directiva fundacional de la Societat Abolicionista Espanyola el 1865-1868, vicepresident en la de 1870 i president en la 1880-1881. Fou elegit diputat del Partit Liberal per Puerto Rico a les eleccions generals espanyoles de 1871, abril de 1872, agost de 1872 i 1873. Destacà com a gran orador parlamentari i la seva signatura encapçalà el projecte de llei d'abolició de l'esclavitud a Puerto Rico presentada el 19 de novembre de 1872.

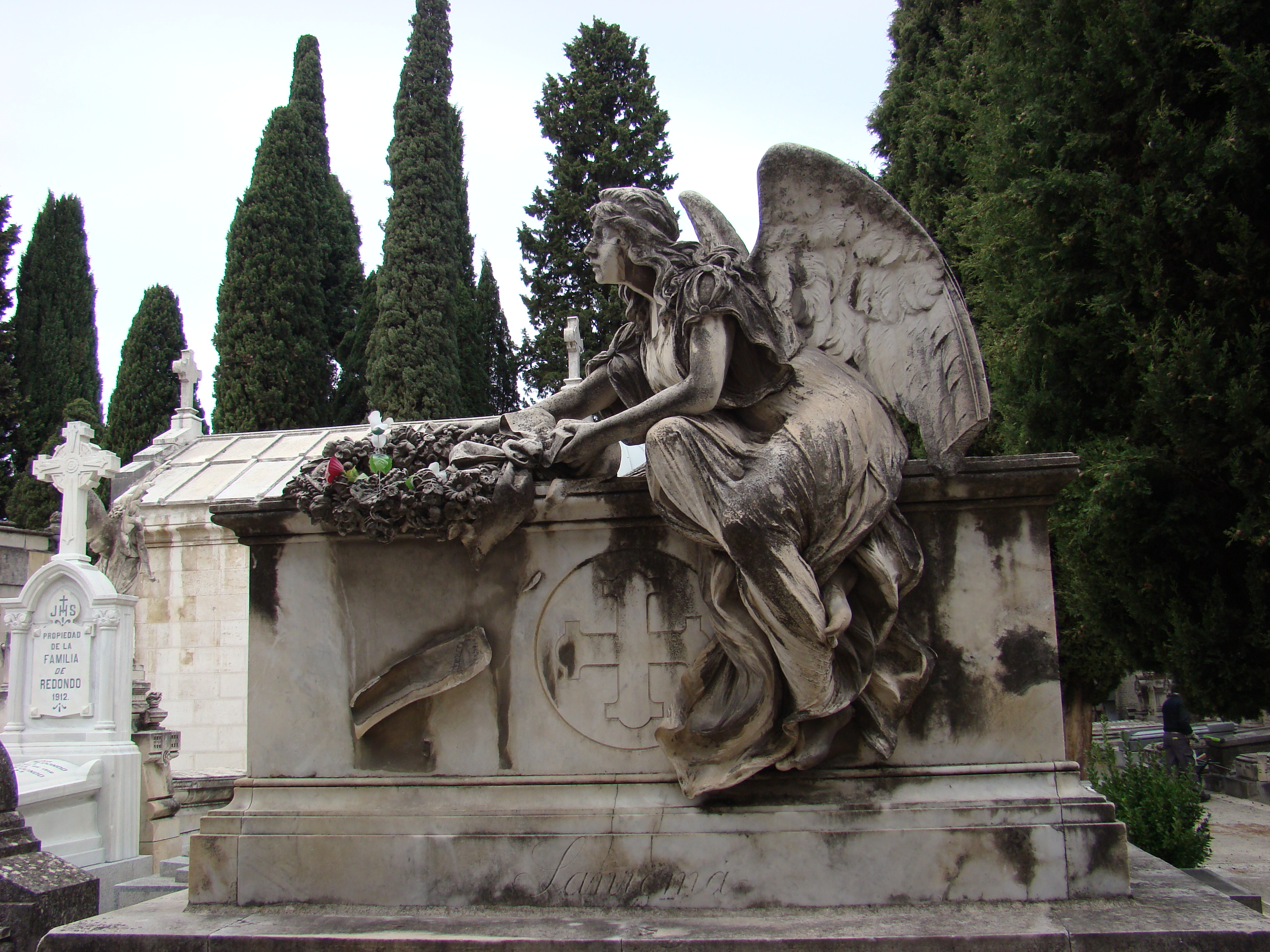
Panteó de la família Sanromà al cementiri de San Justo de Madrid.

Després de la Primera República Espanyola es dedicà a l'estudi dels problemes socials, a denunciar les condicions de treball de dones i nens i sobre l'esclavitud a Cuba, pronunciant conferències a l'Associació per a la Reforma dels Aranzels i a l'Ateneo de Madrid. El 1885 Eugenio Montero Ríos el nomenà membre del Consell d'Instrucció encarregat de reformar les escoles d'arts i oficis per a formar als futurs treballadors.

## Obres
- Política del taller (1876) estudis sobre problemes socials.
- Mis memorias (1828-1868) (1887) estampes sobre la vida barcelonina d'aquells anys.